# Красная книга Пензенской области
Красная книга Пензенской области — аннотированный список редких и находящихся под угрозой исчезновения животных, растений и грибов Пензенской области. Она была подготовлена коллективом учёных под редакцией А. И. Иванова (том 1) и В. Ю. Ильина (том 2) при поддержке Комитета природных ресурсов по Пензенской области.

## Издание
Первое издание Красной книги Пензенской области выпущено в 2002—2005 годах в 2 томах, тиражом 1000 экземпляров каждый. Красная книга Пензенской области является официальным изданием, предназначенным как для специалистов, так и для широкого круга читателей.
В этом издании оценка состояния видов и популяций проведена по категориям, сочетающим как категории Красной книги Российской Федерации, так и категории Международного союза охраны природы, которые соотносятся следующим образом:
| Категории Красной книги России            | Категории по системе МСОП                                                   | Категории Красной книги Пензенской области |
| 0 — вероятно исчезнувшие                  | RE — вероятно исчезнувшие в регионе                                         | 0 (RE)                                     |
| 1 — находящиеся под угрозой исчезновения  | CR — находящиеся в критическом состоянии (на грани исчезновения)            | 1 (CR)                                     |
| 2 — сокращающиеся в численности           | EN — находящиеся в опасном состоянии (исчезающие)                           | 2 (EN)                                     |
| 3 — редкие                                | VU — уязвимые                                                               | 3 (VU)                                     |
| 3 — редкие                                | NT — находящиеся в состоянии, близком к угрожаемому (потенциально уязвимые) | 3 (NT)                                     |
| 3 — редкие                                | LC — вызывающие наименьшие опасения                                         | 3 (LC)                                     |
| 4 — неопределенные по статусу             | DD — недостаточно изученные                                                 | 4 (DD)                                     |
| 5 — восстановленные и восстанавливающиеся | (отсутствует)                                                               | 5                                          |

### Первый том. Растения и грибы
В первом томе представлен список редких и находящихся под угрозой исчезновения растений и грибов Пензенской области, который включает   46 (в том числе 40 шляпных) видов грибов и 182 видов растений.
Для каждого вида приведены иллюстрации, карта распространения, определены статус и категория редкости, даны краткое описание, сведения о численности и необходимых мерах охраны.

### Второй том. Животные
Во втором томе представлен список редких и находящихся под угрозой исчезновения животных Пензенской области, который включает  76 видов беспозвоночных и 92 позвоночных животных.
Для каждого вида приведены иллюстрации, карта распространения, определены статус и категория редкости, даны краткое описание, сведения о численности и необходимых мерах охраны.